# Dyptam jesionolistny

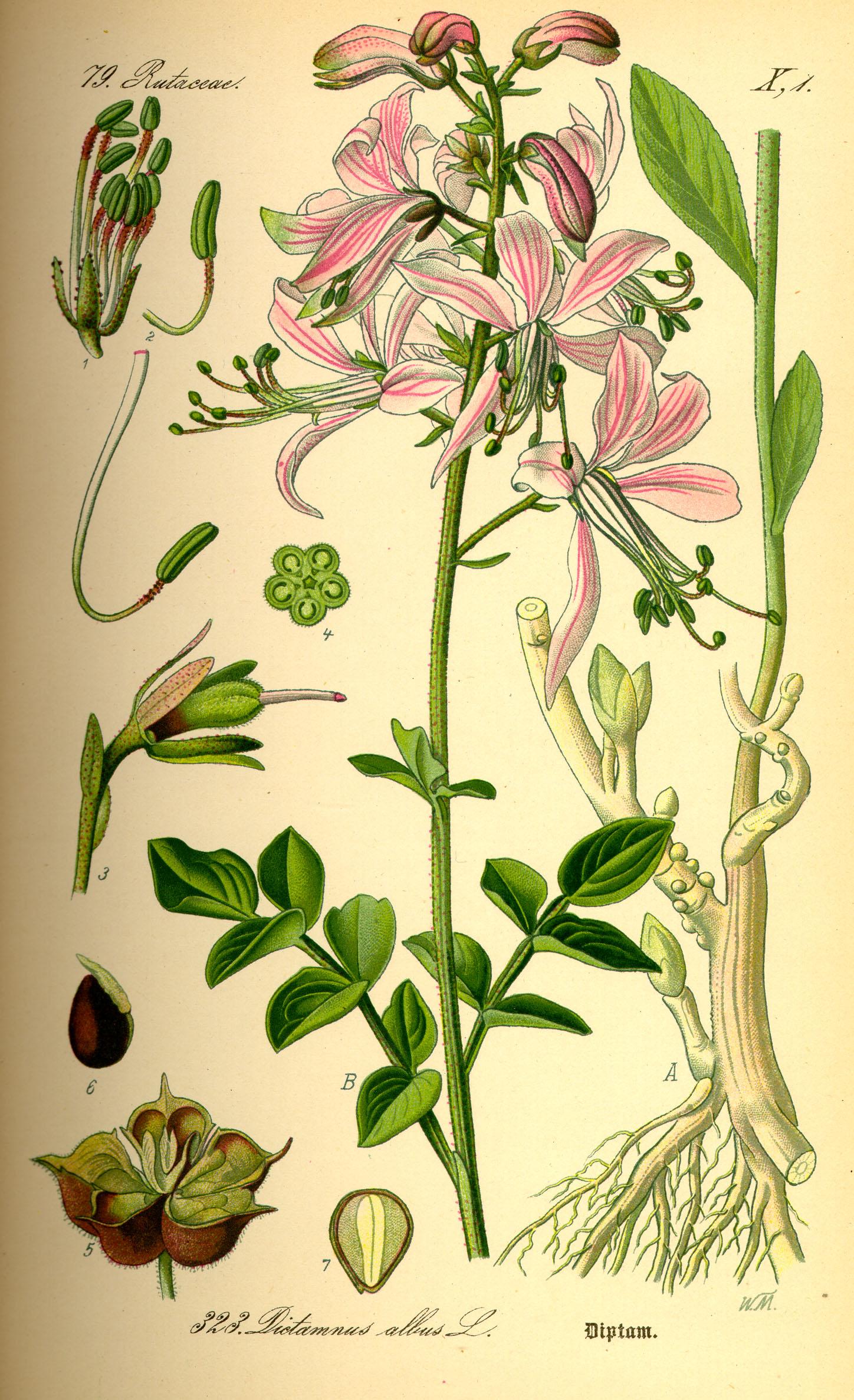
Morfologia

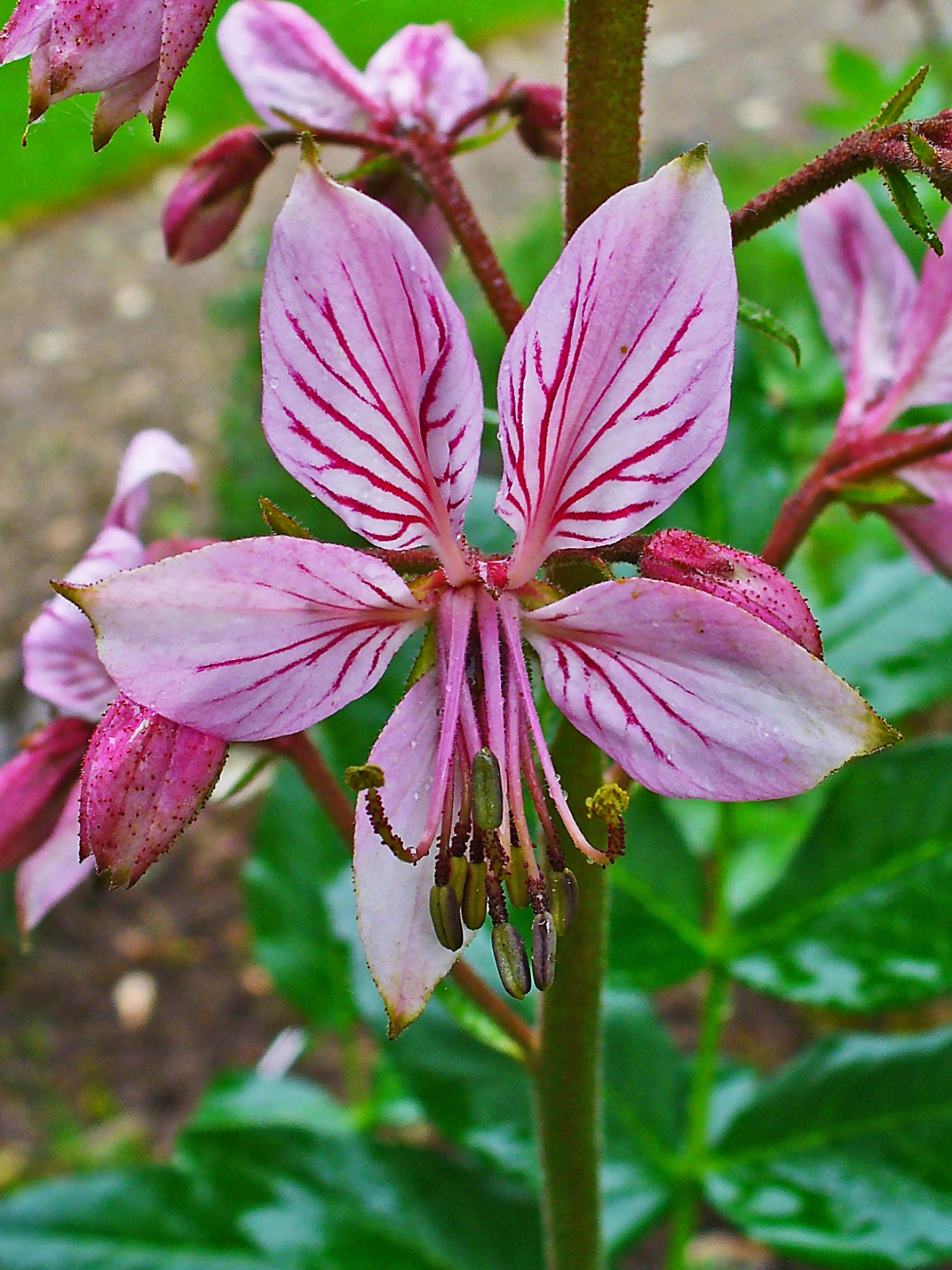
Kwiaty

Dyptam jesionolistny (Dictamnus albus L.) – gatunek rośliny należący do rodziny rutowatych. Występuje w środkowej i południowej Europie oraz zachodniej Azji. W Polsce ma status gatunku rodzimego. Jest też uprawiany jako roślina ozdobna.

## Rozmieszczenie geograficzne
Występuje w stanie dzikim od południowej Europy po Syberię i północne rejony Chin. Przez Polskę przebiega północna granica jego zasięgu. W ciągu ostatnich 100 lat podawanych było kilka miejsc występowania tej rośliny w Polsce: dolina Wisły między Włocławkiem a Świeciem, Przedgórze Sudeckie, Pogórze Śląskie (góra Tuł w gminie Goleszów), Wyżyna Śląska i Wyżyna Małopolska. Obecnie potwierdzone zostały tylko trzy stanowiska dyptamu w Polsce: rezerwat Kulin koło Włocławka, okolice Dąbrowy Górniczej oraz rejon Pińczowa.

## Morfologia
PokrójBylina kłączowa, silnie aromatyczna.
ŁodygaZwykle pojedyncza, wysokości 50–120 cm, w górnej części gęsto ogruczolona.
LiścieCiemnozielone, nieparzystopierzaste, o listkach jajowatych, zaostrzonych (podobnie jak u jesionu – stąd polska nazwa gatunkowa), brzegiem bardzo drobno ząbkowanych.
KwiatyBiałoróżowe lub różowe z ciemniejszymi żyłkami, nieco grzbieciste, pięciokrotne, na krótkich szypułkach, o średnicy do 5 cm, zebrane w szczytowe grona. Szyjki słupka oraz nitki pręcików są gęsto ogruczolone.
Owoc5-komorowa torebka (komory zrośnięte tylko częściowo). Zawiera lśniące, czarne nasiona.

## Biologia i ekologia
Bylina o zdrewniałych pędach, hemikryptofit. Zimą zdrewniały nadziemny pęd obumiera, na wiosnę roślina wypuszcza nowy pęd. Siedlisko: suche lasy i zarośla, wzgórza. Kwitnie od maja do lipca.
Roślina wydziela przez włoski gruczołowe dużo olejków eterycznych. W upalne i bezwietrzne dni po zbliżeniu płomienia olejki można zapalić powodując krótkotrwały, błękitny płomień, który nie niszczy rośliny.
Jest jedną z roślin żywicielskich larw motyla paź królowej.

## Zagrożenia i ochrona
Roślina objęta w Polsce ścisłą ochroną gatunkową. Kategorie zagrożenia gatunku:
- Kategoria zagrożenia w Polsce według Czerwonej listy roślin i grzybów Polski (2006)[10]: E (wymierający, krytycznie zagrożony); 2016: CR (krytycznie zagrożony)[11].
- Kategoria zagrożenia w Polsce według Polskiej czerwonej księgi roślin (2001): EN (endangered, zagrożony); 2014: CR (krytycznie zagrożony)[12].

## Zastosowanie
- Roślina ozdobna uprawiana ze względu na swoje ładne kwiaty i żywozielony pęd w ogródkach na rabatach.
- Roślina lecznicza: zawiera olejek eteryczny (limonen, cymol, estragol), alkaloidy (robustina, diktamnina), kumaryny (psoralen, bergapten), rytynę.
- Wykorzystywany również w perfumerii.

## Uprawa
Gatunek mrozoodporny, może być uprawiany w strefach 3–9. Wymaga gleby głęboko uprawionej, piaszczysto-próchniczej, wapiennej o niedużej wilgotności oraz stanowisk słonecznych. Sadzi się go grupami lub pomiędzy krzewami ozdobnymi. Źle toleruje przesadzanie.

## Obecność w kulturze
Opisany w Biblii gorejący krzew (zwanym też krzewem Mojżesza) utożsamiany bywa właśnie z dyptamem jesionolistnym, ponieważ jego olejki lotne mogą ulec zapaleniu. Naukowcy odrzucają jednak taką możliwość. Rzeczywiście dyptam wydziela dużo palnych olejków (zwłaszcza podczas upałów), jednak nie zapalają  się one samorzutnie, po podpaleniu powstają tylko krótkotrwałe płomyki nie uszkadzające rośliny. Ponadto dyptam jesionolistny nie występuje ani w Egipcie, ani na Półwyspie Arabskim. 
Wyciąg z dyptamu pojawił się w książce Harry Potter i Insygnia Śmierci jako eliksir zasklepiający rany.